# Universidad Estatal del Sur de Manabí
La Universidad Estatal del Sur de Manabí, UNESUM, es una universidad pública ecuatoriana ubicada en el cantón Jipijapa, provincia de Manabí. Actualmente se encuentra acreditada dentro sistema de educación superior del Ecuador.

## Historia
La Universidad Estatal del Sur de Manabí, es una institución de educación superior pública que se crea en el año 2001 mediante Ley n.º 38 publicada en el Registro Oficial n.º 261 de 7 de febrero del mismo año, por gestiones del en ese entonces legislador Clemente Vásquez.
Su campus se encuentra en la ciudad de Jipijapa, provincia de Manabí, constituida por el estado ecuatoriano como persona jurídica sin fines de lucro, por lo que sin lesionar su autonomía constitucionalmente establecida, articula sus actividades con el Sistema de Educación Superior y el Plan Nacional de Desarrollo.
En la actualidad, la universidad se encuentra administrada por una Comisión de Intervención y Fortalecimiento Institucional (CIFI), como medida académica y administrativa, de carácter cautelar y temporal, tendiente a solucionar problemas que atentan contra el normal funcionamiento, para asegurar y preservar la calidad de gestión y precautelar el patrimonio institucional, garantizando con ello el derecho irrenunciable de las personas a una educación de calidad de acuerdo con lo establecido en el ordenamiento jurídico ecuatoriano.

### Miembros de la Comisión de Intervención y Fortalecimiento Institucional (CIFI)[9][10]
Es una comisión especial de intervención en la Universidad Estatal del Sur de Manabí, que se adjuntó a la institución el 11 de septiembre de 2013, con la finalidad de fortalecer los procesos a nivel institucional, asegurando una educación de calidad sobre la base de lo establecido por el gobierno ecuatoriano.
| Presidenta de la Comisión                           | Mgs. Doris Patricia Cevallos Zambrano. |
| Miembro Especialista en el Área Jurídica de la CIFI | Dr. Boris Isaac Hernández Velásquez    |
| Miembro Especialista Administrativo de la CIFI      | Mgs.Edison Gonzalo Caicedo Loor        |
| Miembro Especialista Académico de la CIFI           | Mgs. Gustavo Xavier Álvaro Silva       |

## Unidades académicas y carreras[12]
La Unesum tiene 4 unidades académicas y 19 carreras.
| Unidad Académica                                  | Carreras | Decanos                        |
| ------------------------------------------------- | --- | ------------------------------ |
| Ciencias Técnicas                                 | Tecnologías de la Información Ingeniería Civil Ingeniería en Telemática                                                                                        | Ing. Luis Alfonso Moreno       |
| Ciencias Económicas                               | Ingeniería en Contabilidad y Auditoría Administración de Empresas Turismo Finanzas y Negocios Digitales Gastronomía                                            | Economista Carlos Zea Barahona |
| Ciencias de la Salud                              | Laboratorio Clínico Enfermería | Lic. Aída Macías               |
| Ciencias Naturales y de la Agricultura            | Agropecuaria Medicina Veterinaria Ingeniería Ambiental Ingeniería Forestal Biotecnología Ingeniería Agroforestal Ingeniería Agrícola                           | Ing. José Luis Alcívar         |
| Ciencias Sociales, Humanísticas y de la Educación | Educación Psicopedagogía Trabajo Social Derecho Pedagogía de los Idiomas Nacionales y Extranjeros Pedagogía de la Actividad Física y Deporte Educación Inicial |                                |